# Joseph Murphy (lekkoatleta)
Joseph Murphy – indyjski lekkoatleta, uczestnik Letnich Igrzysk Olimpijskich 1928.
W Amsterdamie wystartował tylko w biegu na 800 m (odpadł w eliminacjach).

## Wyniki
| Dystans | Eliminacje                         | Finał         | Finał |
| Dystans | Eliminacje                         | Wynik         |       |
| ------- | ---------------------------------- | ------------- | ----- |
| 800 m   | 7. miejsce w biegu kwalifikacyjnym | Nie awansował |       |